# Сигма
Си́гма (велика Σ, мала σ, мала наприкінці слів ς) — вісімнадцята літера грецької абетки, в системі грецьких чисел, має значення 200.

## Історія
Згідно з однією з гіпотез, назва «сигма» може походити від фінікійської 𐤎 («самех») .

### Нащадки
Від сигми походять латинська S і кирилична С.

## Використовування

### Велика літера
- У математиці — позначення суми.

### Мала літера
- В астрономії — вісімнадцята (як правило) за яскравістю зоря в сузір'ї (позначення Байєра).
- У фізиці — позначення поверхневого натягу рідин.
- У математичній статистиці — позначення стандартного відхилення.

## Інше
- Сигматичний аорист — різновид аориста в деяких давніх мовах (давньогрецькій, праслов'янській, староцерковнослов'янській) з суфіксом -s- (який у давньогрецькій позначався σ)[2][3][4].
- Сигмоподібна кишка — ділянка кишечника між спадною і прямою кишками.